# ناحیه سالین، میشیگان
ناحیه سالین (به انگلیسی: Saline Township) یک منطقهٔ مسکونی در ایالات متحده آمریکا است که در شهرستان وشتناو واقع شده‌است.
 ناحیه سالین ۹۰٫۱ کیلومتر مربع مساحت و ۱٬۸۹۶ نفر جمعیت دارد و ۲۵۹ متر بالاتر از سطح دریا واقع شده‌است.